# Anna Xylaloe
Anna Xylaloe (in greco Άννα Ξυλαλόη?; fl. XIII secolo) fu la prima imperatrice consorte di Manuele I di Trebisonda.

## Nome
"Xylaloe" è un termine in lingua greca per indicare l'agarwood, il durame resinoso degli alberi di Aquilaria, grandi sempreverdi originari del sud-est asiatico. Pedanio Dioscoride la citava come Aloe del subcontinente indiano, probabilmente una confusione dovuta alla somiglianza del nome dei due prodotti.

## Imperatrice
Viene menzionata brevemente nella Cronaca di Michele Panareto. Dopo la morte di Manuele "su sua esortazione e scelta, il figlio dell'imperatrice Anna Xylaloe, il signore Andronico Comneno, gli successe al trono e regnò per tre anni. E morì nel 6774 [1266 d.C.]" È l'unica delle tre mogli di Manuele a cui Panareto attribuisce il titolo di "imperatrice".
Si presume che Anna sia stata la prima delle tre mogli di Manuele, sposata con lui intorno al 1235. Il suo unico figlio conosciuto, Andronico II di Trebisonda, precedette sul trono i fratellastri Giorgio, imperatore di Trebisonda, Giovanni II di Trebisonda e Teodora di Trebisonda. Per questo motivo Andronico è considerato il loro maggiore.
Manuel ebbe almeno due figlie la cui madre non è menzionata. Potrebbero essere figli di Anna o di un'altra delle sue mogli. Una delle figlie sposò Demetrio II di Georgia, l'altra sposò uno dei suoi Didebul. Anche se citato nelle genealogie moderne come nome, "Didebul" era in realtà un titolo che Christopher Buyers in «The Bagrationi (Bagration) Dynasty» definisce come "nobile con titolo non ereditario di alto rango, superiore all'aznaur, di solito goduto da uno al servizio dello Stato".
Michel Kuršanskis ritiene che l'ambasciata trapezuntina che Manuele inviò al re Luigi IX di Francia nel 1253, chiedendo di sposare una figlia della sua casata, costituisca un terminus post quem per la morte di Anna Xylaloe. Quando il re Luigi rifiutò l'alleanza, Kuršanskis sostiene che Manuele sposò allora Irene Siricena.